# Thorsten Kirschbaum
Thorsten Kirschbaum (* 20. April 1987 in Würzburg) ist ein deutscher Fußballtorwart.

## Karriere

### Vereine
Thorsten Kirschbaum begann seine Karriere beim TSV Obernzenn. Von 1999 bis 2004 spielte er für den 1. FC Nürnberg. Zur Saison 2004/05 wechselte er zur TSG 1899 Hoffenheim, bei der er ab 2006 zum Profikader gehörte. In der Saison 2006/07 bestritt er dort als Stammtorhüter die ersten acht Einsätze in der Regionalliga Süd. Nach einer Verletzung am Ellenbogen wurde er durch Daniel Haas ersetzt und konnte seinen Stammplatz nicht zurückerobern. Insgesamt bestritt er neun Regionalligaspiele. Am 16. Dezember 2007 debütierte er in der 2. Bundesliga, als er im Spiel gegen die SpVgg Greuther Fürth zur Halbzeit für den verletzten Haas eingewechselt wurde.
Im Januar 2009 wechselte er nach Liechtenstein zum FC Vaduz, der in Schweizer Ligen aktiv ist. Nachdem der Klub aus der ersten Schweizer Liga abgestiegen war, entschied sich Kirschbaum, den Vertrag aufzulösen. Da ihn in der Sommerpause kein anderer Klub verpflichten wollte, hielt sich der Torhüter beim Bayernligisten SpVgg Ansbach 09 fit. Im Oktober 2009 wurde Kirschbaum vom SV Sandhausen verpflichtet, bei dem er in der 3. Liga ab dem 18. Spieltag die ursprüngliche Nummer eins Michael Gurski ersetzte. Zur Saison 2010/11 wechselte Kirschbaum als neue Nummer eins zum Zweitligisten Energie Cottbus, bei dem er einen Dreijahresvertrag unterschrieb.
Am 10. März 2013 unterzeichnete Kirschbaum einen Dreijahresvertrag beim VfB Stuttgart, der zur Saison 2013/14 in Kraft trat.
Als Vertretung des Stammtorwarts Sven Ulreich spielte Kirschbaum am 8. Spieltag der Bundesligasaison 2013/14 erstmals im Trikot des VfB Stuttgart. Am 6. Spieltag der Saison 2014/15 machte Armin Veh ihn zur neuen Nummer 1 beim VfB Stuttgart.
Kirschbaum wechselte am 1. Juli 2015 zurück zu seinem Jugendverein 1. FC Nürnberg. Insgesamt bestritt Kirchbaum in der Hinrunde der Saison 2015/16 zwölf Spiele für den Club, wurde jedoch in der Rückrunde nicht mehr eingesetzt, auch nicht, als Raphael Schäfer sich verletzt hatte.
In der Saison 2016/17 erkämpfte er sich seinen Stammplatz zurück und wurde aufgrund konstant guter Leistungen – u. a. hielt er mehrere Strafstöße – von den Fans zum „Cluberer der Hinrunde“ gewählt. Kirschbaum kam auch zu zwei Einsätzen in der Regionalligamannschaft. In der Saison 2017/18 wurde jedoch der neue Torhüter Fabian Bredlow zum Stammtorwart. Mit dem 1. FC Nürnberg wurde er Vizemeister der 2. Bundesliga und stieg somit in die Bundesliga auf.
Für die Saison 2018/19 wechselte er ablösefrei zu Bayer 04 Leverkusen. Der für ein Jahr laufende Vertrag wurde nicht verlängert.
Zur Saison 2019/20 schloss sich Kirschbaum in den Niederlanden dem Erstligisten VVV-Venlo an.
Seit der Saison 2023/24 spielt Kirschbaum wieder für seinen Heimatverein TSV Obernzenn in der A Klasse.

#### Trainer
Anfang März 2025 gab Regionalligist DJK Vilzing bekannt, dass Kirschbaum zur neuen Saison die Nachfolge von Josef Eibl als Trainer antreten wird. Für Kirschbaum ist es seine erste Station als Trainer.

### Nationalmannschaft
Kirschbaum kam von 2007 bis 2008 zu sieben Einsätzen in der deutschen U-21-Nationalmannschaft. Sein Debüt gab er am 6. Februar 2007 gegen Schottland, als er zur zweiten Halbzeit für Manuel Neuer eingewechselt wurde.

## Erfolge
- Vizemeister der 2. Bundesliga 2018 und Aufstieg in die Bundesliga mit dem 1. FC Nürnberg